# Galiaphis
Galiaphis är ett släkte av insekter som beskrevs av Ossiannilsson 1954. Galiaphis ingår i familjen långrörsbladlöss.
Släktet innehåller bara arten Galiaphis annae.